# P-tærte
P-Tærter er slik bestående af en bund af fransk nougat overdrysset med jordnødder og vekaoovertræk. Den fremstilles af firmaet Carletti, der ligger i Skødstrup i udkanten af Aarhus Kommune.
Slikket ligner en lille tærte, og "P" er en forkortelse for peanuts.
P-Tærter blev introduceret af Carletti i 1953 sammen med skumbananer og har været i produktion siden. Ideen med kombinationen af fransk nougat, peanuts og vekao var dog ikke ny, og der har givetvis været hentet inspiration fra den amerikanske chokoladebar Snickers fra 1929, hvor der dog også indgår karamel. Hvert år produceres der 17,5 millioner P-tærter i forskellige størrelser og i de senere år også med forskellige smagsvarianter, heriblandt med karamel.
P-tærter er blevet en klassiker i Danmark, som på samme måde som kager og konfekt bliver fremstillet i forskellige hjemmelavede udgaver, men stadigt omtales som P-tærter.